# Beta Arae
Beta Arae (β Ara) – najjaśniejsza gwiazda w gwiazdozbiorze Ołtarza, znajdująca się w odległości około 646 lat świetlnych od Ziemi.

## Charakterystyka
Jest to nadolbrzym należący do typu widmowego K. Gwiazda ta rozpoczęła życie około 50 milionów lat temu, jako biało-błękitna gwiazda ciągu głównego typu B (podtypu B3 lub gorętszego). Ten nadolbrzym ma promień 92 razy większy od Słońca i obraca się powoli, z prędkością nie mniej niż 5,4 km/s na równiku, co oznacza że na jeden obrót potrzebuje 2,33 roku (bądź trochę mniej). Beta Arae jest bogata w metale, zawartość żelaza jest w niej co najmniej trzy razy większa niż we Słońcu. Dawniejsze obserwacje naziemne sugerowały, że Beta i Gamma Arae mogą poruszać się razem po niebie i stanowić bardzo rozległy układ podwójny; nowsze pomiary przeczą temu. Ponadto mniej masywna Beta jest bardziej zaawansowana ewolucyjnie, zatem gwiazdy te powstały w różnym czasie.